# Rezerwat przyrody Dolina Pustynki
Rezerwat przyrody Dolina Pustynki – leśny rezerwat przyrody położony na terenie gminy Polanów w powiecie koszalińskim (województwo zachodniopomorskie).

## Powołanie
Obszar chroniony utworzony został 24 grudnia 2024 r. na podstawie Zarządzenia Regionalnego Dyrektora Ochrony Środowiska w Szczecinie z dnia 4 grudnia 2024 r. w sprawie uznania za rezerwat przyrody „Dolina Pustynki” (Dz. Urz. Woj. Zach. z 2024 r., poz. 6049), powstał w ramach inicjatywy „100 rezerwatów na 100-lecie Lasów Państwowych”. Pierwsza propozycja jego utworzenia pojawiła się w 2001 w planie urządzenia lasu nadleśnictwa Polanów na lata 2007–2016. Szczegółową inwentaryzację przeprowadzono w latach 2023–2024.

## Położenie
Rezerwat ma 39,24 ha powierzchni, zaś jego otulina – 34,54 ha. Znajduje się na Wysoczyźnie Polanowskiej, na wschód od osady Strzeżewo, a na północ i zachód od Rzeczycy Wielkiej (leży w obrębie ewidencyjnym tej drugiej miejscowości). Rezerwat obejmuje odcinek rzeki Pustynki (dopływu Grabowej) wraz z jej dopływami i fragmentami doliny. Znajduje się częściowo w granicach specjalnego obszaru ochrony siedlisk Natura 2000 Dolina Grabowej PLH320003. W bezpośrednim sąsiedztwie leży rezerwat na rzece Grabowej oraz Obszar Chronionego Krajobrazu Okolice Polanowa.

## Charakterystyka
Celem ochrony rezerwatowej jest „zachowanie układu dolinowego naturalnie ukształtowanej rzeki o charakterze podgórskim oraz dobrze zachowanych źródlisk i zboczowych lasów grądowych z licznymi wiekowymi drzewami”. Ze względu na dominujący przedmiot ochrony typ obszaru chronionego określono jako biocenotyczny i fizjocenotyczny, a podtyp – biocenoz naturalnych i półnaturalnych, natomiast ze względu na główny typ ekosystemu typ określono jako różnych ekosystemów, a podtyp – lasów i wód.
W rezerwacie występują chronione siedliska przyrodnicze: grąd subatlantycki (Stellario-Carpinetum), łęgi wierzbowe, topolowe, olszowe i jesionowe (Salicetum albo-fragilis, Populetum albae, Alnenion glutinoso-incanae). Najcenniejsza przyrodniczo jest rzeka Pustynka o bystrym, czystym nurcie, stanowiąca inicjalną formę siedliska przyrodniczego 3260 „nizinne i podgórskie rzeki ze zbiorowiskami włosieniczników Ranunculion fluitantis”, otoczona przez tereny leśne (m.in. sędziwe lasy grądowe). Do najcenniejszych gatunków flory zaliczają się podrzeń żebrowiec, źródliskowiec zmienny, miechera spłaszczona, nastroszek Brucha, nastroszek kędzierzawy i miedzik płaski, a fauny – zimorodek, pliszka górska, żuraw zwyczajny, samotnik i krynicznia wilgotka. Dobre warunki wodne sprzyjają występowaniu pstrąga potokowego i głowacza białopłetwego.
Według stanu na grudzień 2024 rezerwat nie ma wyznaczonego planu ochrony ani zadań ochronnych. Jako zagrożenia dla niego wymienia się turystykę oraz intensywną gospodarkę wodną i leśną w najbliższym sąsiedztwie.